# Настоящий детектив (3-й сезон)
Третий сезон «Настоящего детектива», американского криминального/драматического сериала-антологии, созданного Ником Пиццолатто, был подтверждён каналом HBO 31 августа 2017 года, и его премьера состоялась 13 января 2019 года. Действие истории происходит в Озарке в течение трёх различных периодов времени, и партнёры-детективы расследуют жуткое преступление с участием двух пропавших детей. Музыкальная тема сериала — песня «Death Letter» из альбома «New Moon Daughter», написанная Соном Хаусом и исполненная Кассандрой Уилсон. Слоган: "Ничто не вечно, кроме правды" (англ. Time takes everything but the truth).
Махершала Али играет главную роль детектива Уэйна Хэйса, в то время как Стивен Дорфф исполняет роль его партнёра-детектива Роланда Уэста. Этот сезон знаменует режиссёрский дебют Пиццолатто, и при этом он разделил режиссёрские обязанности с Джереми Солнье и Дэниелом Сакхаймом. Пиццолатто также выступает в качестве шоураннера и единственного сценариста сезона, за исключением четвёртого и шестого эпизодов, который он написал в соавторстве с Дэвидом Милчем и Грэмом Горди соответственно.

## Производство

### Предыстория
В ноябре 2015 года, через несколько месяцев после завершения второго сезона, HBO заключило общую сделку до 2018 года с создателем сериала и исполнительным продюсером Ником Пиццолатто, которая призвала его разработать ряд новых проектов, которые могли включать в себя третий сезон «Настоящего детектива». Говоря о сделке, президент HBO Майкл Ломбардо заявил: «Я очень рад продолжить наши отношения с Ником, так как он один из самых талантливых сценаристов и продюсеров, работающих сегодня. Я с нетерпением жду, куда его уникальное творческое видение приведёт нас дальше».
Что касается потенциального третьего сезона, журнал «Variety» сообщил, что сеть запросила некоторые изменения, которые включали в себя работу Пиццолатто с новым составом сценаристов или, возможно, нового шоураннера. Эти изменения касались вопроса о том, что второй сезон был воспринят менее благоприятно, чем первый, что объяснялось отсутствием творческого аналога Пиццолатто. Также говорилось, что сильный художественный вклад от Кэри Фукунага, который снял все восемь эпизодов, принёс пользу первому сезону и шоу в целом. Однако во втором сезоне, когда наняли множество режиссёров, у Пиццолатто было больше творческого контроля, что позволяло ему самому придумать и реализовать этот сезон. В июне 2015 года в интервью для «Vanity Fair» Пиццолатто заявил: «Если я делаю фильм или шоу или что-то ещё, я выражаю что-то на личном уровне, иначе это ничего не значит для меня. Если я делаю это, то это лучше работает без комитета».

### Разработка

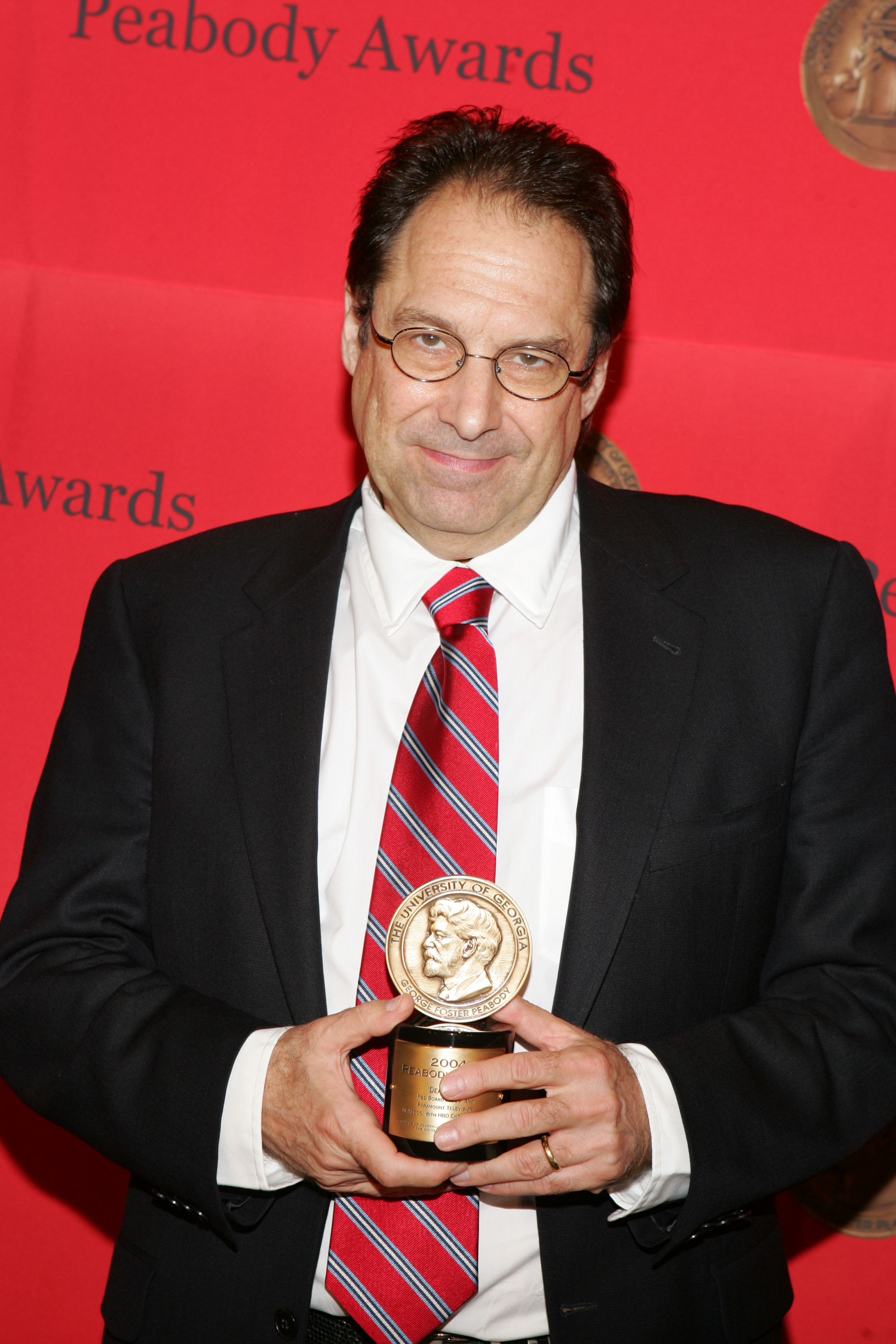
Дэвид Милч был вовлечён в сценарный процесс третьего сезона антологии.

В июле 2016 года Кейси Блойс, сменивший Ломбардо на посту главы канала HBO двумя месяцами ранее, подтвердил планы на третий сезон, описав «Настоящего детектива» как «ценную франшизу» и раскрыв, что как сеть, так и создатель Пиццолатто были открыты для другого сезона. В марте 2017 года выяснилось, что был нанят Дэвид Милч, чтобы помочь Пиццолатто в подготовке третьего сезона, и что сценарии первых двух эпизодов были уже готовы. В июне 2017 года «The Tracking Board» сообщил, что лауреат премии «Оскар» Махершала Али участвовал в ранних переговорах с HBO, чтобы играть главную роль в сезоне, встав в ряд с другими критически признанными актёрами, которые снимались в первых двух сезонах сериала. В июле 2017 года в пресс-туре Ассоциации телевизионных критиков Блойс сказал журналистам, что Пиццолатто почти полностью написал третий сезон, и добавил: «Когда мы найдём режиссёра, тогда и займёмся сезоном».
31 августа 2017 года, после того, как режиссёр Джереми Солнье был подтверждён для работы с Пиццолатто, HBO официально запустило работу над третьим сезоном «Настоящего детектива». Было объявлено, что история будет охватывать три десятилетия, её действие будет происходить в Озарке, где партнёры-детективы расследуют жуткое преступление, а главную роль детектива полиции Уэйна Хэйса будет играть Али. Говоря о продлении сериала, Блойс заявил: «Ник написал поистине замечательные сценарии. С его амбициозным видением и с Махершалой Али и Джереми Солнье в команде мы рады приступить к следующей части „Настоящего детектива“». Помимо Пиццолатто, который также выступает в качестве шоураннера сезона, другими исполнительными продюсерами сезона являются Солнье, Фукунага, Скотт Стивенс, звёзды первого сезона Вуди Харрельсон и Мэттью Макконахи, а также Стив Голин, Бард Доррос и Ричард Браун.

### Актёрский состав и команда
Ожидалось, что Солнье снимет первые три эпизода сезона. Тем не менее, в марте 2018 года, сняв первые два эпизода, Солнье покинул сериал из-за конфликтов в расписании, хотя некоторые источники сообщали о «различиях во мнении» с Пиццолатто. Было объявлено, что Дэниел Сакхайм заменит Солнье, при этом добавив режиссёра-ветерана в качестве исполнительного продюсера сезона. Сакхайм также разделит режиссёрские обязанности на оставшиеся эпизоды с Пиццолатто, который также является единственным сценаристом сезона, за исключением четвёртого и шестого эпизодов, которые он написал в соавторстве с Дэвидом Милчем и Грэмом Горди, соответственно.
Вслед за другими признанными актёрами, которые снялись в первых двух сезонах, лауреат премии «Оскар» Махершала Али играет главную роль детектива полиции Уэйна Хэйса. В интервью «Variety» Али рассказал, что ему изначально предложили роль второго плана, так как главный герой должен был быть белым. Однако, преследуя лучший выбор для своей карьеры, он убедил Пиццолатто, что он подходит для главной роли. В ноябре 2017 года было объявлено, что Кармен Эджого будет играть вместе с Али, в роли школьной учительницы Амелии Рирдон, а в январе 2018 года Стивен Дорфф получил одну из главных ролей, партнёра-детектива Роланда Уэста. Попав в основной актёрский состав, Рэй Фишер играет сына Уэйна Хэйса, Генри Хэйса. Помимо него, в сезоне будет множество ролей второго плана. Кроме того, в январе 2018 года агентство The Agency Inc. устроило кастинг на 1500 актёров, дублёров и фото-двойников, чтобы начать съёмки в Северо-западном Арканзасе. При этом агентство отметило: «Это было самое большое производство, которое мы когда-либо делали». В июне 2018 года были объявлены дополнительные кастинги в журнале «Backstage», ищущие талантливых азиатов на роли вьетнамских гражданских лиц и солдат.

### Съёмки

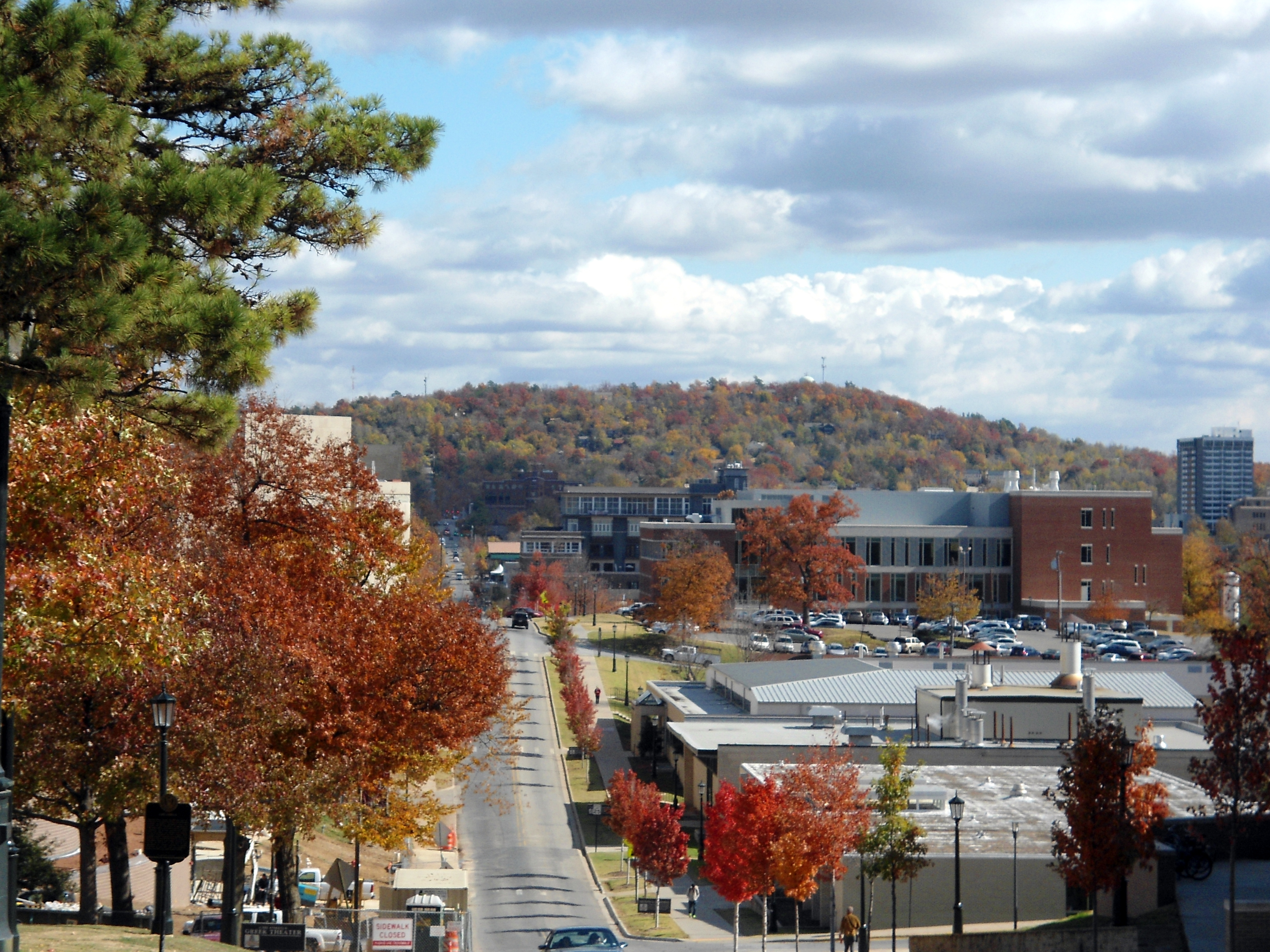
Вид на гору Секвойя из кампуса Арканзасского университета в Фейетвилле.

В феврале 2018 года съёмки начались в Арканзасе, и Джереми Солнье и Ник Пиццолатто разделили режиссёрские обязанности. Однако Солнье рано покинул производство, до этого сняв только первые два эпизода сезона, так как стало ясно, что съёмки займут больше времени, чем ожидалось. 30 марта 2018 года, в дополнение к сообщениям о конфликтах в расписании, «Variety» написал по поводу ухода Солнье: «Источники заявили, что съёмки в Арканзасе временами были трудными и что у Пиццолатто и Солнье были разногласия по эпизодам». Солнье был заменён опытным режиссёром Дэниелом Сакхаймом, который также разделил с Пиццолатто режиссёрские обязанности в последних шести эпизодах.
Сезон был снят компанией Random Productions LLC в различных местах на северо-западе Арканзаса, включая Фейетвилль, Бентонвилль, Линкольн, Роджерс и Спрингдейл. Съёмки в основном происходили в Фейетвилле, от горы Секвойя до домов, апартаментов и ресторанов по всему городу. Во время съёмок также использовали трюки и пиротехников в жилых районах, а именно взрывы автомобилей, дым и громкие шумы. По поводу съёмок, происходивших в Арканзасе, директор Комиссии экономического развития Арканзаса заявил в декабре 2017 года: «Это самое большое и самое дорогое производство, которое когда-либо происходило в нашем штате. С расчётным годом от начала до конца, мы знаем, что местные предприятия и продавцы будут наслаждаться преимуществами от производства».
Съёмки сезона завершились в Фейетвилле в августе 2018 года. Говоря о своём опыте, исполнительный продюсер Скотт Стивенс сказал: «Всё, что нам было нужно, было у нас под рукой, от архитектуры периода до заброшенных зданий, которые до сих пор вызывают ощущение 80-х годов», в то время как ведущий актёр Махершала Али добавил, что «[пейзаж] является таким классным персонажем истории. Было бы очень жаль, если бы мы снимали в другом месте». Пиццолатто, который провёл четыре года в Фейетвилле будучи студентом Университета Арканзаса, посчитал эту область вызывающей воспоминания и мощной и сказал, что для него было важно снимать сезон в Арканзасе, так как это было место, о котором он думал, когда писал эпизоды.

## В ролях

### В главных ролях
- Махершала Али — Уэйн Хэйс, детектив полиции Арканзаса и ветеран войны во Вьетнаме[29]
- Кармен Эджого — Амелия Рирдон, учитель арканзасской школы, связанная с двумя пропавшими детьми в 1980 году[18]
- Стивен Дорфф — Роланд Уэст, детектив штата Арканзас, а позже лейтенант, и партнёр Хэйса[30]
- Скут Макнейри — Том Пёрселл, отец, который несёт ужасную потерю, которая связывает его судьбу с двумя детективами полиции штата в течение 10 лет[31][32]
- Рэй Фишер — Генри Хэйс, сын Уэйна Хэйса, а также детектив полиции штата Арканзас[20]

### Приглашённые актёры
- Мэми Гаммер — Люси Пёрселл, мать двоих детей, оказавшаяся вовлечённой в преступление[33]
- Джош Хопкинс — Джим Добкинс, частный адвокат в Фейетвилле, Арканзас, участвующий в допросе детективов полиции штатов в текущем расследовании[34]
- Джоди Бальфур — Лори, любовница Роланда Уэста[34]
- Дебора Айоринде — Бекка Хэйс, отчуждённая дочь Уэйна Хэйса[35]
- Лонни Чавис — Генри Хэйс, сын Уэйна Хэйса в 9 лет[34]
- Риз Уэйкфилд — Фредди Бёрнс, местный подросток, замешанный в исчезновении[20]
- Майкл Грейайс — Бретт Вудард, мусорщик коренного-американского происхождения и ветеран Вьетнамской войны[20]
- Джон Тенни — Алан Джонс, окружной прокурор, участвующий в деле, который позже помогает Добкинсу[20]
- Бретт Каллен — Джеральд Киндт, амбициозный окружной прокурор, а затем генпрокурор Арканзаса
- Сара Гадон — Элайза Монтгомери, режиссёр-документалист[36]
- Эмили Нельсон — Маргарет[36]
- Брэндон Флинн — Райан Питерс, местный подросток, замешанный в исчезновении[37]
- Майкл Грациадей — Дэн О'Брайен, кузен Люси Пёрселл[37]
- Скотт Шеперд — Харрис Джеймс
- Майкл Рукер — Эдвард Хойт
- Стивен Уильямс — Джуниус

## Отзывы
Сезон получил в целом позитивную реакцию от критиков. На сайте-агрегаторе Rotten Tomatoes он имеет рейтинг 86% на основании 235 критических отзывов. На сайте Metacritic рейтинг сезона составляет 72 из 100 на основании 35 отзывов.

## Эпизоды
| № общий | № в сезоне | Название                                                               | Режиссёр       | Автор сценария              | Дата премьеры                                | Зрители в США (млн) |
| --- | ---------- | ---------------------------------------------------------------------- | -------------- | --------------------------- | -------------------------------------------- | ------------------- |
| 17 | 1          | «Великая война и современная память» «The Great War and Modern Memory» | Джереми Солнье | Ник Пиццолатто              | 13 января 2019                               | 1,44                |
| Повествование ведётся в трёх временных периодах: 1980, 1990 и 2015. В 1980 Уилл и Джули Пёрселл говорят своему отцу, что уехали играть на площадку с другом и вернутся вечером, но не возвращаются. Детектив Уэйн Хэйс и его партнёр Роланд Уэст организуют поиски детей. Хэйс - чернокожий ветеран вьетнамской войны, служивший в разведке. У родителей Пёрселлов, Тома и Люси несчастливый брак. Хэйс и Уэст обыскивают их дом и находят в комнате Уилла журналы Playboy и отверстие в комнату Джули. Детективы узнают, что кузен Люси прежде оставался жить в комнате Уилла. Хэйс встречает учительницу Уилла, Амелию Рирдон. Используя навыки следопыта, он находит в пещере тело Уилла со сложенными в молитвенной позе руками. В 1990 дело Пёрселлов вновь открывается. Хэйс получает информацию о том, что Джули Пёрселл жива, так как отпечатки её пальцев были найдены в аптеке после кражи. В 2015 Амелия мертва, а Хэйс даёт интервью для телевизионной программы. |            |                                                                        |                |                             |                                              |                     |
| 18 | 2          | «Попрощайся с завтра» «Kiss Tomorrow Goodbye»                          | Джереми Солнье | Ник Пиццолатто              | 13 января 2019                               | 1,19                |
| В 1980 родители Тома высказывают предположение, что Том не был отцом Джули. Хэйс и Уэст пытаются найти информацию о соломенных куклах, найденных рядом с телом Уилла. Один ученик говорит, что одну такую куклу Джули получила в Хэллоуин. Пёрселлы получают анонимное письмо с советом перестать искать Джули. В 1990 Уэйн и Амелия женаты. И Амелия пишет книгу о деле Пёрселлов. |            |                                                                        |                |                             |                                              |                     |
| 19 | 3          | «Никогда» «The Big Never»                                              | Дэниел Сакхайм | Ник Пиццолатто              | 20 января 2019                               | 1,06                |
| Хэйс думает, почему дети Пёрселлов соврали о том, что шли к другу. Они притворялись, что встречались с ним регулярно. Хэйс и Уэст опрашивают фермера, который заявляет, что уже говорил с полицией. Он сообщает, что видел коричневую машину с чёрным мужчиной и белой женщиной; а также, что дети регулярно уходили в лес. Детективы находят, что у детей был рюкзак компании, в которой работала Люси. И что эта компания основала фонд помощи детям, который предлагает награду за информацию о исчезновении Джули. Коренной американец, Бретт Вудард подвергается атаке местных, подозревающих его в причастности к исчезновению детей. В доме Пёрселлов Хэйс находит фотоальбом с фотографией Уилла, сделанной в его первое причастие, на фото пальцы Уилла переплетены, а глаза закрыты. В 1990 Амелия разговаривает с правоохранительными органами, чтоб узнать больше информации об отпечатках Джули. Уэст предлагает Хэйсу присоединиться к нему в расследовании вновь открытого дела. В 2015 Хэйс страдает от деменции, провалов в памяти и галлюцинаций. Но он продолжает интервью с Элизой, которая спрашивает у него, почему коричневый седан никогда не был упомянут в полицейских отчётах. |            |                                                                        |                |                             |                                              |                     |
| 20 | 4          | «День и час» «The Hour and the Day»                                    | Ник Пиццолатто | Дэвид Милч и Ник Пиццолатто | 27 января 2019                               | 1,45                |
| В 1980 Хэйс и Уэст опрашивают священника на счёт фотографии с причастия Уилла. Узнаётся, что Уилл единственный, кто скрещивал пальцы и закрывал глаза. Священник говорит, что дети были очень взволнованы, когда видели свою тётю, но у них её не было. Также он сообщает о прихожанке, которая делает соломенные куклы. У неё детективы узнают, что чернокожий мужчина с белым глазом купил сразу несколько кукол на последней ярмарке. Они находят подходящего под описание мужчину, но это не тот, кто им нужен. Отпечатки пальцев местного подростка Фредди Бёрнса находят на велосипеде Уилла. Детективы допрашивают его и угрожают изнасилованием в тюрьме. Амелия посещает Люси, чтоб отдать школьные проекты детей. Люси в слезах говорит, что сделала нечто ужасное, но становится злой, когда Амелия предлагает ей поговорить с Уэйном Хэйсом. Местные видят Бретта Вударда, разговаривающего с детьми, и гонятся за ним к его дому, где он расставил растяжки, мины и подготовил винтовки. В 1990 Хэйс находит Джули Пёрселл на записи камер наблюдения в аптеке. Уэст докладывает о том, что Люси Пёрселл умерла от передоза наркотиками в 1988 в Лас Вегасе. В 2015 Элиза показывает Хэйсу фотографию найденного скелета кузена Люси Дэна О'Брайена, который пропал где-то в 1987. Хэйс замечает машину около его дома, но не может понять, это галлюцинации или кто-то следит за ним. |            |                                                                        |                |                             |                                              |                     |
| 21 | 5          | «Призраки прошлого» «If You Have Ghosts»                               | Ник Пиццолатто | Ник Пиццолатто              | 1 февраля 2019 (онлайн) 3 февраля 2019 (HBO) | 0,88                |
| В 1980 полиция прибывает как раз к атаке местных на дом Вударда. Завязывается перестрелка. Сработавшие мины убивают нескольких местных, Вудард убивает и местных, и полицейских, Уэст получает ранение в ногу. Хэйс говорит Вударду бросить винтовку, но Вудард не делает этого и совершает самоубийство с помощью полицейского. В 1990 брак Хэйса и Амелии страдает из-за её книге о деле Пёрселлов. После смерти Вударда, исчезновение Уилла и Джули было повешено на него, так как рюкзак Уилла был найден под его крыльцом. Хэйс осознаёт, что рюкзак подкинули, так как он не пострадал от взрыва на крыльце. Однако Уэст не рассказывает эту информацию своему начальству, так как они хотят добиться виновности Вударда. Том делает телевизионное обращение к Джули с просьбой вернуться. На горячую линию звонит женщина, которая возможно и есть Джули, и говорит, что Джули Пёрселл — это не её настоящие имя, а Том не её отец. Также она спрашивает, где её брат. Детективы возвращаются к Фредди Бёрнсу, он говорит, что Уилл искал сестру в ночь их исчезновения. Узнаётся, что тогда Джули была не одна. Отпечатки, найденные на игрушках детей, пропали из файлов дела. Хэйс и Уэст опрашивают человека, опознавшего Джули на записях камер. Он рассказывает, что он называла себя Мари Джулай; не знала, какой сейчас год; и говорила, что она принцесса из розовых комнат. В 2015 Элиза говорит с Хэйсом о Харрисе Джеймсе, полицейском, который обыскивал дом Вударда в 1980. Хэйс наконец-то читает книгу Амелии. Из книги он понимает, что это Люси отправила письмо во второй серии. Он опять видит ту машину на его улице. Хэйс посещает Уэста. Последний зол на Хэйса, но Хэйс не помнит почему, и извиняется. Уэст обещает помочь Хэйсу с делом. |            |                                                                        |                |                             |                                              |                     |
| 22 | 6          | «Охотники в потёмках» «Hunters in the Dark»                            | Дэниел Сакхайм | Ник Пиццолатто и Грэм Горди | 10 февраля 2019                              | 1,25                |
| В 1990 Хэйс и Уэст обыскивают дом Тома, и находят доказательства того, что Том гомосексуал. Они узнают, что Харрис Джеймс работает в компании Hoyt Foods главой безопасности с мая 1981го, имея огромную зарплату. Хэйс приходит в заброшенный дом Пёрселлов и понимает, что отверстие в стене было не для подглядывания, а для передачи записок. Дэн О'Брайен связывается с Хэйсом и Уэстом и просит деньги в обмен на информацию. Том подслушивает за разговором других детективов и узнаёт о Дэне. Том выслеживает его. Том избивает Дэна, и последний говорит, что знает тех, кто все 10 лет платил Люси за молчание. Амелия проводит публичное чтение её завершенной книги в книжном магазине. Чернокожий мужчина с белым глазом спрашивает её о том, знает ли она, где Джули. Позже, Том проникает в особняк Эдварда Хойта, владельца Hoyt Foods, но за ним следят по камерам наблюдения. Том спускается в подвал и через бронированную дверь входит в розовую комнату, и к нему со спины подходит Харрис Джеймс. |            |                                                                        |                |                             |                                              |                     |
| 23 | 7          | «Последняя страна» «The Final Country»                                 | Дэниел Сакхайм | Ник Пиццолатто              | 17 февраля 2019                              | 1,32                |
| В 1990 находят тело Тома Пёрселла с извинительной предсмертной запиской, всё подстроено как самоубийство. Амелия опрашивает подругу Люси, которая фотографировала Уилла и Джули с соломенными куклами в Хэллоуин. На заднем плане фото видны двое взрослых в костюмах призраков, один из них черный, другой белый. Амелия узнаёт, что Дэн О'Брайен встречался с одноглазым чернокожим в баре, в котором работала Люси. Хэйс исследует историю звонков телефона Люси и обнаруживает, что она несколько раз звонила Харрису Джеймсу перед смертью. А затем Харрис слетал в Лас Вегас, что означает его причастность к смерти Люси. Хэйс убеждает Уэста неофициально допросить Харриса. Но Харрис нападает на них, и Уэст убивает его. Они закапывают тело в лесу, Уэст злится на Хэйса. Этой же ночью Хэйс сжигает свою одежду, уклоняясь от вопросов жены. На следующее утро Эдвард Хойт звонит Хэйсу и приглашает его обсудить события прошлой ночи. Хэйс уезжает в машине Хойта. В 2015 Элиза предполагает, что один или оба родителей Пёрселлов продали своих детей педофилам, которые уклоняются от ответственности через связи с высокопоставленными людьми. Также она говорит, что одноглазого чернокожего мужчину зовут Уоттс, и он предположительно является поставщиком для педофилов. Хэйс и Уэст опрашивают бывшую экономку семьи Хойтов, он говорит, что у Мистера Хойта была дочь Мисс Изабель, которая потеряла мужа и дочь в автоаварии в 1977, а затем чуть ли сама не разбилась. Она жила в подвале и только Мистер Джун, одноглазый чернокожий мог присутствовать при ней. Хэйс выходит разобраться с машиной у его дома, она быстро уезжает, но Уэст успевает сфотографировать её номера. |            |                                                                        |                |                             |                                              |                     |
| 24 | 8          | «Конец пути» «Now Am Found»                                            | Дэниел Сакхайм | Ник Пиццолатто              | 24 февраля 2019                              | 1,38                |
| В 1980 Амелия пишет статью с критикой завершения дела. Начальство Хэйса пытается уговорить его написать опровержение статьи, но он отказывает и его понижают. Он пытается расстаться с Амелией, но в итоге решает жениться на ней. В 1990 Хойт угрожает Хэйсу, говоря, что у него есть записи, где машина Харриса, покидающая фабрику Hoyt Foods, преследуется машиной Хэйса, а также GPS-трэкер на Харрисе. Хэйс спорит с Амелией и уходит в отставку из полиции. Он становится главой безопасности в университете, где Амелия работает лектором. В 2015 Хэйс и Уэст проникают в особняк Хойта и находят розовую комнату в подвале. Они опрашивают жену Харриса Джеймса, которая говорит, что её посещал одноглазый чернокожий мужчина по имени Джуниус. Они выслеживают Джуниуса Уоттса, который был в машине у дома Хэйса. Он признаётся, что не мог набраться храбрости, что б поговорить с Хэйсом. Он объясняет, что произошло с детьми Пёрселлов. Убитая горем Изабель Хойт увидела Джули Пёрселл на пикнике компании Hoyt Foods, Джули было очень похожа на её покойную дочь, и она захотела увидеть её снова. Уоттс платил Люси Пёрселл за разрешение Джули играть с Изабель в лесу под присмотром Уоттса и Уилла Пёрселла. Однако Изабель перестала принимать лекарства и попыталась похитить Джули. Уилл попытался остановить её, но упал, ударившись головой о камень. Харрис Джеймс заплатил Люси, чтоб Изабель могла оставить Джули у себя. Изабель скрыто давала Джули литий, что бы та оставалась счастливой. Когда Джули выросла, Уоттс узнал о литии и помог ей сбежать, но она потерялась. На дороге она предположительно заразилась ВИЧ, потом остановилась в монастыре на несколько лет. Женщина из этого монастыря показала Хэйсу и Уэсту надгробие Мари Джулай. Позже, читая книгу Амелии, Хэйс осознаёт, что садовник из монастыря — это бывший одноклассник Джули, а Джули на самом деле жива. Он едет к ним домой, но когда приезжает, забывает, зачем он здесь. Он находит дочку с её матерью и спрашивает, где он. Хэйса довозит домой его сын и вернувшаяся дочь. Его сын находит листок с адресом и сохраняет его. Хэйс отдыхает со своей семьёй и Уэстом, смотря, как его внуки катаются на велосипедах, и размышляя над своим решением о создании собственной семьи в 1980. |            |                                                                        |                |                             |                                              |                     |